# Antoinette Quinche
Antoinette Quinche (Diesse, Suiza, 25 de febrero de 1896-Lausana, 13 de mayo de 1979) fue una feminista y política suiza (perteneciente al Partido Radical Democrático Suizo). Fue presidenta de Schweizerische Aktionskomitee für Frauenstimmrecht (Comité Suizo de Acción por el Sufragio Femenino) desde 1932 a 1959.

## Trayectoria
Quinche nació en Diesse, Suiza, el 25 de febrero de 1896. Fue la primera mujer en ingresar en el Gymnase de la Cité de Lausana. Siguió sus estudios de Derecho  y se convirtió en abogada. En 1952, ella y otras 1.414 mujeres de su comunidad exigieron ser inscritas en el registro de votantes. Presentaron su demanda ante el Tribunal Federal con el argumento de que la constitución cantonal en ese momento no excluía explícitamente el derecho al voto de las mujeres.  Nuevamente, como en 1923, fueron rechazadas apoyándose en la Gewohnheitsrecht (ley consuetudinaria).
Quinche murió en Lausana el 13 de mayo de 1979.